# Рудки (станція)
Рудки — проміжна залізнична станція Львівської дирекції Львівської залізниці на електрифікованій лінії Оброшин — Самбір між станціями Коропуж (8 км) та Калинів (18 км). Розташована на південній околиці міста Рудки Самбірського району Львівської області.

## Історія
Станція відкрита 27 серпня 1903 року, одночасно з відкриттям руху поїздів лінією Львів — Самбір.
У 1967 році станція електрифікована постійним струмом (=3 кВ) в складі дільниці Львів — Самбір.

## Пасажирське сполучення
На станції Рудки зупиняються приміські електропоїзди сполученням Львів — Сянки.